# وایلرباخ
وایلرباخ (به آلمانی: Weilerbach) یک شهر در آلمان است که در کایزرسلاوترن واقع شده‌است. وایلرباخ ۴٬۶۷۶ نفر جمعیت دارد.